# アン・ブーリン
アン・ブーリン（英語: Anne Boleyn，1501年頃 - 1536年5月19日）は、イングランド王ヘンリー8世の2番目の王妃（1533年結婚、1536年離婚）、エリザベス1世の生母である。父の代で名字の綴りを Bullen から Boleyn に変更したが、アン自身も Nan Bullen と呼ばれることがあった。 Nan はアンという名前の当時の愛称であり、日本語ではアン・ブリンと表記されることもある。
父は駐仏大使、のちウィルトシャー及びオーモンド伯爵となったトマス・ブーリン、母は第2代ノーフォーク公トマス・ハワードの娘エリザベス・ハワード。ヘンリー8世の3番目の王妃ジェーン・シーモアは又従妹、5番目の王妃キャサリン・ハワードは従妹に当たる。

## 生涯

### 生い立ち
アンの曾祖父ジェフリーはノーフォークの農家出身で、絹織物工見習いとして上京した後、財産を成してロンドン市長にまで上り詰めた。その息子ウィリアムはリチャード3世よりサーの称号を授かった。
ブーリン家は次々と伯爵家と縁組したり娘を国王に差し出すことで、爵位や領地を増やしていった。ウィリアムの息子トマスにはアイルランド有数の名家オーモンド伯爵の相続権（共同相続権という歴史家と、わずかながらという歴史家がある）があった。トマスはサリー伯爵（ノーフォーク公の相続人が名乗る爵位）トマス・ハワードの娘エリザベス（ヘンリー8世の元愛人だったという説がある）と結婚し、1男2女が生まれた。その一人がアンであった。
つまりブーリン家は、わずか4代前まで平民（地方農民）の家系であった。そのため研究家の一部はブーリン家の家系図において、意図的にジェフリーの出身地を記載しようとしない例もある。

### 王妃の侍女から国王の愛人へ

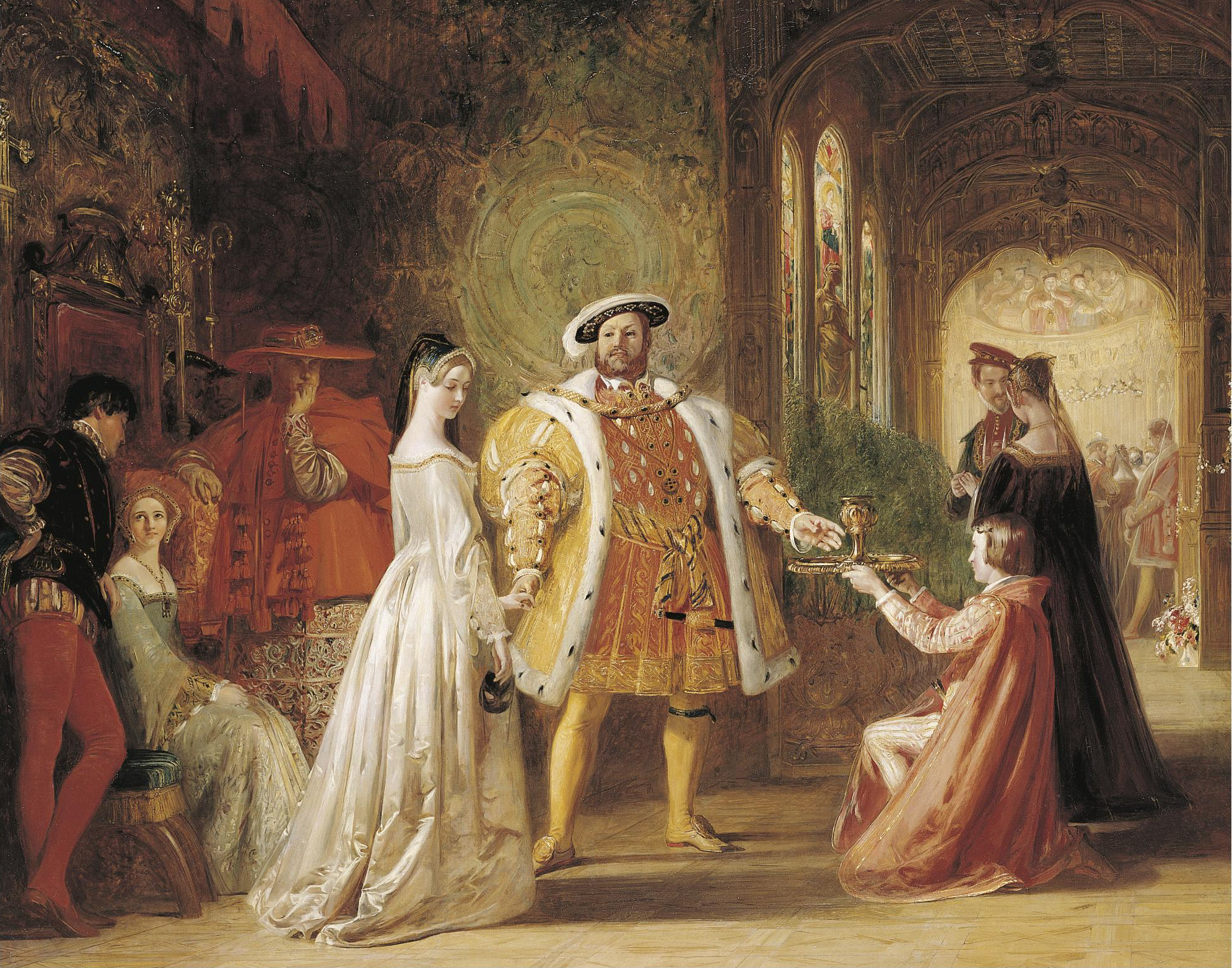
国王との出会い（19世紀画）

アンは幼少期にメヘレンのマルグリット・ドートリッシュの私設学校で教育を受けた後、フランス宮廷に戻った。1526年頃に帰国し、ヘンリー8世の最初の王妃キャサリン・オブ・アラゴンの侍女となった。オーモンド伯爵の相続争いを収めるため、もう一人の相続人ピアス・バトラーとの結婚の話もあったが、立ち消えになった。他に詩人のサー・トマス・ワイアットや後のノーサンバランド伯ヘンリー（ハル）・パーシーとのロマンスもあったといわれるが、ジョアンナ・デニーのようにロマンスはいずれも根拠がないとする歴史家もいる。同時代のフランス側の一次史料によれば、アンは魅力に乏しい女性であり、国王のお気に入りという以外にこれといった特徴がなかったと記録されている（In the early 1530s, the Venetian ambassador Savorgnano wrote）。
やがてアンは、ヘンリー8世の愛人になるよう求められた。
ヘンリー8世とキャサリンとの間には王女メアリー（後のメアリー1世）しか子がなく（早世した男子がいたともされる）、ヘンリー8世は男子の王位継承者を切望していたものの、当初はアンを愛人にする程度で満足するはずだった。
しかし、アンから強硬に王妃の座を要求され、さもなければ肉体関係は拒否すると宣言されたため、ローマ教皇クレメンス7世にキャサリンとの「離婚許可」を求めることになった。

### 国王の離婚問題

王妃の座を追われるキャサリンと、公衆の面前で愛をささやく国王とアン・ブーリン（19世紀画）

カトリック教会は離婚を認めないが、離婚ではなく「結婚そのものが無効であった」（婚姻の無効）という認可を与えることで事実上の離婚を可能にする方法があった（実際に中世の王族や貴族は、教皇の認可を得てこの方法を利用している）。
ヘンリー8世とキャサリンの場合、キャサリンが元々ヘンリーの兄アーサーの妻だったことが結婚無効の理由になりえたが、教皇ユリウス2世から教会法規によって特免を得ていたため、合法的な結婚と見なされていた。また、キャサリンの甥に当たる神聖ローマ皇帝カール5世（スペイン王カルロス1世）も国際関係を考慮して反対しており、教皇庁は許可を出すことが難しかった。キャサリンは国民の人気が高かったために、国内からも反対の声が大きかった。
ヘンリー8世はこれに激怒して、教皇庁との断絶を決意した。こうしてイングランド国教会の原型が成立することになった。国王至上法によって、イングランド国内において国王こそ宗教的にも政治的にも最高指導者であることを宣言し、ヘンリーは1533年5月にアンを正式な王妃に迎えた。
これに反対したトマス・モアは処刑された。また、修道院解散によってカトリックの修道院の多くが解散させられ、反対した多くの修道士も処刑された。

### 約1000日の王妃として
1533年5月23日、キャサリン王妃との結婚の無効の宣言がなされた。6月1日、聖霊降臨祭の日に戴冠式が行われ、アンが正式な王妃と宣言される。
1533年9月、アンはヘンリー8世の第2王女となるエリザベスを出産した。王子誕生を望んでいたヘンリー8世は王女誕生に落胆したが、エリザベスには王位継承権が与えられた。アンは、王女の身分を剥奪され庶子に落とされたメアリーに対し、エリザベスの侍女となることを強要した。アンはまた贅沢を好み、宮殿の改装や家具・衣装・宝石などに浪費した。一方、ヘンリー8世はアンの侍女の一人ジェーン・シーモアへと心移りし、次第にアンへの愛情は薄れていった。
1536年1月、前王妃キャサリンが幽閉先のキムボルトン城で亡くなった知らせを聞くと、アンとヘンリー8世は黄色の衣装（黄色はイギリスでは喜びと祝いの意味を持つ）を着て祝宴を開き、ダンスを楽しんだと神聖ローマ帝国及びスペインの駐英大使だったウスタシュ・シャピュイは本国に報告している。この行動を見た人々は不快に思い、2人がキャサリンを毒殺したと噂し合った。一方で黄色はスペインを表す色であり、2人は個人としてはキャサリンの訃報を悲しんでいたという記述も当時の文献にある。その後、アンは男児を流産した。奇しくもキャサリンの葬儀の日だった。男子を産まず、流産を繰り返すアンから王の寵愛が離れたことを見てとり、アンの敵たちは力を増した。

### 処刑

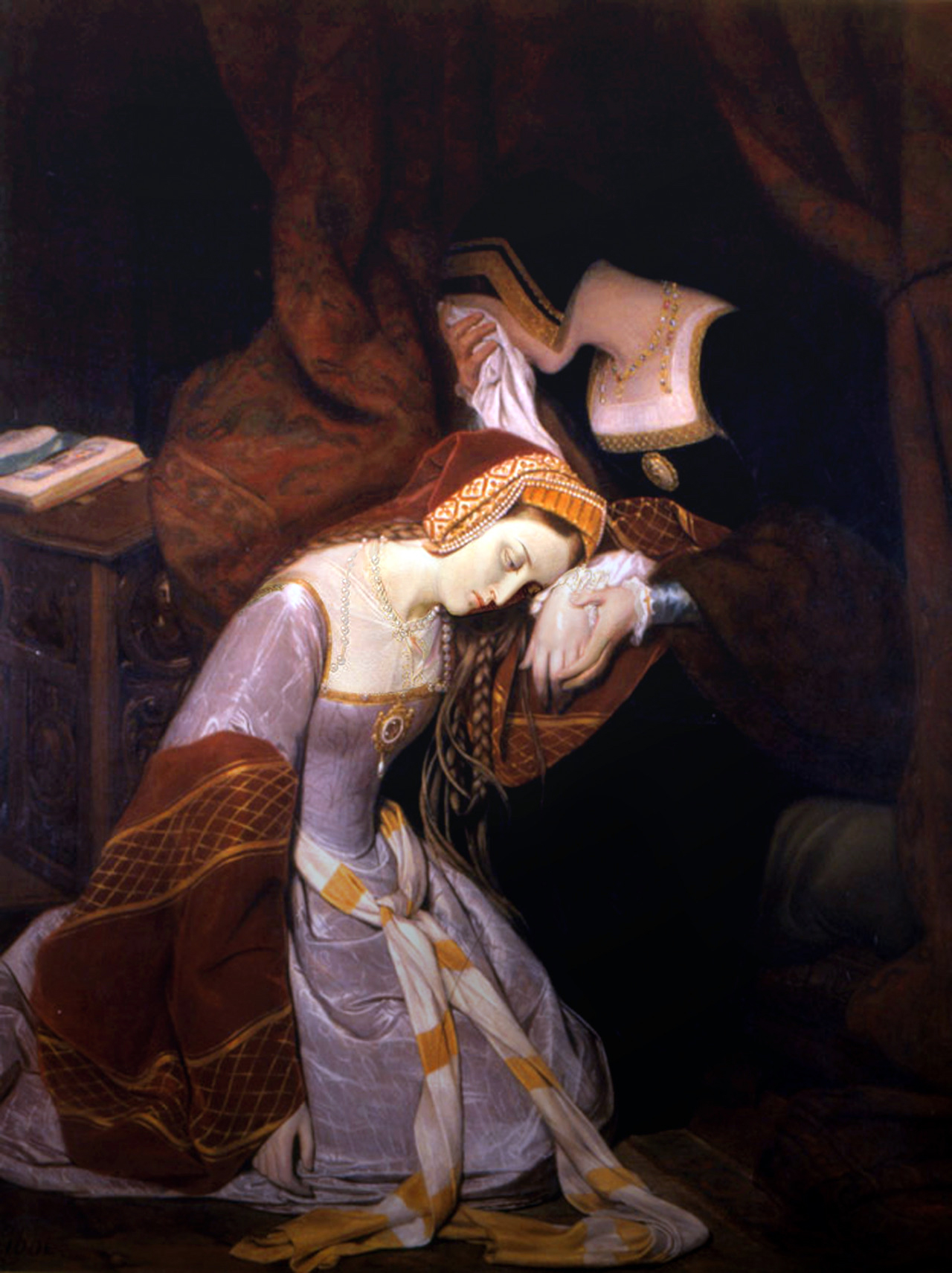
ロンドン塔のアン（19世紀画）

1536年5月1日、アンは結婚から2年後、国王暗殺の容疑、および不義密通を行ったとして、反逆罪に問われた。5人の男性と姦通したとされたが、うち1人は実の兄弟ジョージ・ブーリンだったとされる。
同年5月19日、反逆、姦通、近親相姦及び魔術という罪で死刑判決を受け、ロンドン塔にて斬首刑に処せられた。この時、ヘンリー8世はイングランドの死刑執行人に処刑させず、フランスのリールからジャン・ロムバウドという死刑執行人を呼び寄せて執行させたと伝えられている。また、アンが断首され首だけになった後、明らかに何かを話そうとしていたという逸話がある。
当時のイングランドは斧を使って斬首していたのだが、剣での斬首を懇願するほど、アンは斧での執行を嫌がったという。

## 補足
- 姦通について、エリザベス1世研究家のJ・ニールは著書『エリザベス女王』[5]で「その（男子を産むために姦通した）可能性はありえた」としている。
- アンの兄弟姉妹の生年は不詳で、アンの生年には諸説あり（ジェイン・ダンは1501年説、アントニア・フレイザーとアリソン・ウィアは1500年か1501年説、ジョアンナ・デニーは1501年説、クリストファー・ヒバートは1509年説）、誕生の順は明確ではないながら、ジョージはおそらく末子であったと考えられている。
- アンと同じく最初の王妃キャサリン・オブ・アラゴンの侍女であった姉妹メアリーは、アンが王妃になる以前にヘンリー8世の愛人であったという。アンは「黒髪、色黒、小柄、やせ形」と当時美女とはされない容姿だったのに対し、メアリーの方は「金髪、色白、豊満」という当時の典型的な美女だったようである。また母エリザベス・ハワードも娘のアンたちと同様にヘンリー8世の愛人だったといわれ、キャサリンの王妃戴冠に強硬に反対した過去があった[6]。
- アンの容姿については、同時代のフランスの年代記録者が記録を残している。フランスは前王妃キャサリンの生国スペインと政治的に対立関係にあり、ヘンリー8世に対して好意的であったものの、アンに対しては終始「国王が贔屓にしている以外、これといって見るべきところがない女性」と酷評している。
- かつての愛人だったノーサンバーランド伯爵ヘンリー（ハル）・パーシー（英語版）に対して、前王妃の娘メアリー1世を「殺す」と話していた。裁判では複数の人間によって、ヘンリー8世の子供たちに対する毒殺未遂の証言も出ていた。
- 母方の従妹であるキャサリン・ハワードは、のちにヘンリー8世の5番目の王妃となったが、アン同様に姦通罪の疑いをかけられて処刑された。その際、アンと弟ジョージの近親相姦罪を立証する証言を行ったジョージの妻ジェーン・ブーリンも、キャサリンの侍女として姦通の手引きをしていたことが露見し、ともに処刑された。
- 右手が6本指（多指症）であったという説もあるが、1876年の発掘の際には異常な点は見られなかったという[7]。
- 作曲をよくしたが、死刑宣告後にアンの残した書類は全て処分され、残っていない。次にアンが公式に登場するのは、娘のエリザベス1世の戴冠式である。
- 当時のプロテスタントはカトリックと違い、英語で聖書を読むことを重要視していたため、アンも王妃時代、自分の宮廷に英語の聖書を置いていた。父のトマスが外交特権を利用して、外国で印刷された英語の聖書を密輸入したという説もある[要出典]。当時のプロテスタントの英語の聖書も含む地下出版活動を、公の立場で支援していたのが反逆罪と姦通罪につながったという説もある。

## 登場作品

### 映画

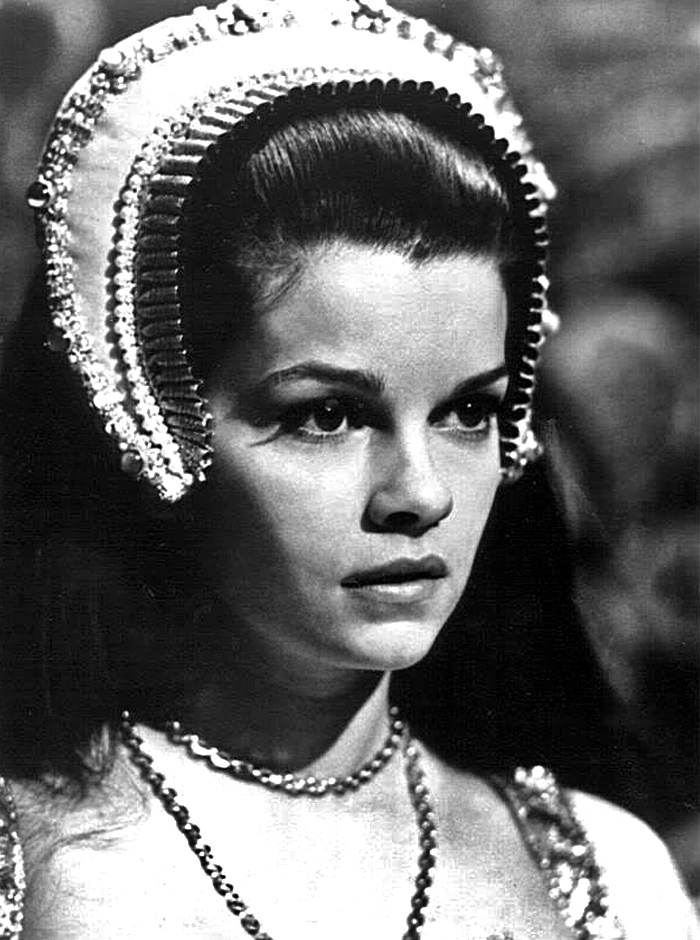
アンを演ずるジュヌヴィエーヴ・ビュジョルド

- デセプション（Anna Boleyn, 1920年、ドイツ）
監督：エルンスト・ルビッチ。アンをヘニー・ポルテン（英語版）、ヘンリー8世をエミール・ヤニングスが演じた、この題材を扱った最初期の作品。第一次世界大戦で壊滅的な打撃を受けたドイツにおいて、850万マルクもの莫大な予算を投入した超大作であった。なお、ヤニングスはルビッチが同時期、他に手掛けた2本の歴史映画『パッション』（Madame Dubarry）と『ファラオの恋』（Das Weib des Pharao）でも、ルイ15世とファラオを演じている（これらを総称してルビッチの歴史三部作と呼ばれる）。
- ヘンリー八世の私生活（The Private Life of Henry VIII, 1933年、イギリス）
監督：アレクサンダー・コルダ。アンをマール・オベロン、ヘンリー8世をチャールズ・ロートンが演じた。ロートンは本作の演技でアカデミー主演男優賞を受賞している。
- わが命つきるとも（A Man for All Seasons, 1966年、アメリカ）
監督：フレッド・ジンネマン。ヘンリー8世とアンの結婚に最後まで反対して断首されるトマス・モアの物語。トーマスをポール・スコフィールド。アンをヴァネッサ・レッドグレーヴ、ヘンリー8世をロバート・ショウが演じた。オーソン・ウェルズ他名優も出演。第39回アカデミー賞6部門独占の名作。
- 1000日のアン（Anne of the Thousand Days, 1969年、アメリカ）
監督：チャールズ・ジャロット。アンをジュヌヴィエーヴ・ビュジョルド、ヘンリー8世をリチャード・バートンが演じた。
- ブーリン家の姉妹（The Other Boleyn Girl, 2008年、イギリス）
監督：ジャスティン・チャドウィック。アンをナタリー・ポートマン、メアリーをスカーレット・ヨハンソン、ヘンリー8世をエリック・バナが演じた。
- スペンサー ダイアナの決意（Spencer, 2021年、イギリス・アメリカ・ドイツ・チリ）
監督：パブロ・ラライン。ダイアナ皇太子妃をクリステン・スチュワートが演じ、チャールズ皇太子の不倫で揺れる気持ちを投影させた存在であるアンをエイミー・マンソンが演じた。

### テレビドラマ
- THE TUDORS〜背徳の王冠〜（2007年、米加愛英合作）
  - 演：ナタリー・ドーマー
- ウルフ・ホール（2015年、英BBC）
演：クレア・フォイ　ヒラリー・マンテルによる小説『ウルフ・ホール』、『罪人を召し出せ』のドラマ化

### 小説
- フィリッパ・グレゴリー 『ブーリン家の姉妹』、集英社文庫、上巻：ISBN 978-4-08-760560-0、下巻：ISBN 978-4-08-760561-7
- フィリッパ・グレゴリー『ウルフ・ホール』、『罪人を召し出せ』
- ロザリンド・マイルズ 『我が名はエリザベス』、近代文芸社、上2004年、下2005年
- Barnes, Margaret Campbell "Brief Gaudy Hour"
- Lofts, Norah "The Concubine"
- Meyer, Carolyn "Doomed Queen Anne", San Diego:Harcourt, 2002, ISBN 0152050868
- Plaidy, Jean "The lady in the tower", New York:Three river press, 1986, ISBN 1400047854
- Plaidy, Jean "Murder Most Royal", New York:Three river press, 1972, ISBN 1400082498

### 舞台
- アンナ・ボレーナ - ガエターノ・ドニゼッティのオペラ。アン・ブーリンの処刑を題材とする。
- SIX - ヘンリー8世の6人の王妃を題材としたミュージカル。王妃たちが現代でガールズバンドを組み、ヘンリーに最も苦しめられた王妃をバンドリーダーに選ぶためにポップ・コンサートを行う。

### 漫画
- こざき亜衣『セシルの女王』